# دخیل
دخیل (به فرانسوی: Dikhil) (به عربی: دخیل) شهرکی در منطقهٔ دخیل واقع در کشور جیبوتی است که در سال ۲۰۰۵ میلادی دارای ۱۲۰٫۴۳ نفر جمعیت بود.